# Suomen Arkkitehtiliitto
Pour les articles homonymes, voir SAFA.
L'Association finlandaise des architectes (en finnois : Suomen Arkkitehtiliitto, en suédois : Finlands Arkitektförbund, sigle : SAFA) est la communauté professionnelle à but non lucratif représentant les intérêts des architectes en Finlande.

## Présentation de la SAFA

### Objectifs de l’association
L’objectif principal de la SAFA est de promouvoir la qualité de l’environnement construit. Au niveau national, la SAFA présente ses opinions aux politiciens et aux autorités publiques afin d’influencer les décisions et la législation. Avec d’autres organisations du secteur de la construction, la SAFA a défini le périmètre de travail de la conception architecturale. Afin de défendre les intérêts des architectes et de leurs clients, la SAFA contrôle et diffuse des informations concernant les tarifs des architectes. La SAFA supervise aussi la mise en place de standards professionnels et le comportement éthique de ses membres.

### Adhésion à l’association
La SAFA est une association professionnelle à but non lucratif ouverte à tout architecte ayant un diplôme de l’enseignement supérieur finlandais ou une qualification professionnelle équivalente. La SAFA a 2906 membres (61 % d’hommes et 39 % de femmes) soit environ 80 % des architectes finlandais possédant un diplôme universitaire. L’adhésion est facultative et n’est pas une condition nécessaire d’exercice de la profession d’architecte en Finlande. La SAFA compte aussi parmi ses membres 743 étudiants. Les citoyens des autres pays nordiques peuvent adhérer s’ils résident en Finlande et travaillent dans le domaine de l’architecture. Les architectes d’autres pays doivent avoir résidé au moins deux ans en Finlande et connaitre suffisamment le finnois ou le suédois pour pouvoir adhérer.

### Le bureau de l’association
Lors de son assemblée annuelle le conseil des délégués nomme le bureau exécutif constitué de 10 membres. Le bureau crée des comités et des groupes de travail pour assister le président et les deux vice-présidents.

## Activités de l'association

### Comités et groupes de travail
SAFA traite des questions concernant le marché de l’emploi par l’AKAVA. Le comité de l’emploi est aussi en coopération avec l’association finlandaise des ingénieurs (TEK). Un comité pour l’éducation et la recherche s’intéresse aux changements sociaux et professionnels qui influencent la formation de base, supérieure et tout au long de la vie,.

### Prix et récompenses délivrés par la SAFA
L'association décerne les :
- Prix 
  - Prix SAFA[3],
  - Prix Gerda ja Salomo Wuorio[4],
  - Prix Finlandia de l'Architecture[5],
  - Prix Otto-Iivari Meurman[6],

- Récompense 
  - Récompense Tunnustus-paanu[7].

### Publications
L'Association publie des revues dont la revue bilingue Arkkitehti.